# 离轴红腺蕨
离轴红腺蕨（学名：Diacalpe christensenae）为球盖蕨科红腺蕨属下的一个种。

## 扩展阅读
維基物種上的相關：离轴红腺蕨